# 141 Lumen
Lumen (asteroide 141) é um asteroide da cintura principal com um diâmetro de 131,03 quilómetros, a 2,0960577 UA. Possui uma excentricidade de 0,2140637 e um período orbital de 1 590,79 dias (4,36 anos).
Lumen tem uma velocidade orbital média de 18,23831828 km/s e uma inclinação de 11,8771º.
Este asteroide foi descoberto em 13 de Janeiro de 1875 por Paul Henry.